# Lough Key
Lough key és un loch o llac situat al comtat de Roscommon (República d'Irlanda), prop de la frontera amb els comtats de Sligo i Leitrim i al nord-est de la ciutat de Boyle. Es ubicat a la part nord de la conca hidrogràfica del riu Shannon, el més llarg d'Irlanda.